# Norra Kättbo
Norra Kättbo är en ort i Venjans socken i Mora kommun i Dalarna, belägen vid norra stranden av Kättbosjön och väster om Mora lite norr om Södra Kättbo. Genom Norra Kättbo passerar också väg E45. Orten klassades 1990 som en småort. I byn finns bland annat en bygdegård.

## Historia
Byn var tidigt befolkad vilket till viss del kan bero på att "vägförbindelse" fanns mellan västra och östra Dalarna redan på 1440-talet och den passerade Kättbo. En vinterväg mellan Siljan och Kättbosjön som kallades Havsgatan finns dokumenterad från denna tid och bekräftar Kättbos roll som genomfartsled. I byn fanns tidigt[när?] gästgiverigårdar eller skjutställen.